# Крюковское водохранилище
Крю́ковское водохрани́лище — на территории Северского и Абинского районов Краснодарского края. Расположено в восточной части Закубанья возле села Львовского в Северском районе Краснодарского края, в 17 км севернее станицы Северской. На побережье водохранилища расположены населённые пункты Михайловское, Ананьевский, Новоивановский, Кравченко, Эрастов.
Строительство начато в 1967 году, введено в эксплуатацию в 1972 году. Объём воды при НПУ — 0,111 км³ или 111 млн м³.
Площадь поверхности зеркала водохранилища:
- при нормальном подпорном уровне — 40,2 км²[2].
- при форсированном подпорном уровне — 54,8 км²
- при уровне мёртвого объёма — 21,0 км²

Крюковское водохранилище используется для обеспечения водой Крюковской оросительной системы, водоснабжения рыбного хозяйства и регулирования паводков впадающего в него рек: Песчанка, Иль, Бугай, Зыбза, Ахтырь, Бугундырь, Хабль. Входит в единый водохозяйственный комплекс противопаводковой защиты Нижней Кубани.
По проекту класс капитальности основных гидротехнических сооружений — IV

## Топографические карты
- Лист карты L-37-113 Абинск. Масштаб: 1 : 100 000. Состояние местности на 1987 год. Издание 1989 г.
- Лист карты L-37-114 Ильский. Масштаб: 1 : 100 000. Состояние местности на 1985 год. Издание 1988 г.